# Mesomachilis mexicana
Mesomachilis mexicana är en insektsart som beskrevs av Sturm 1991. Mesomachilis mexicana ingår i släktet Mesomachilis och familjen klippborstsvansar. Inga underarter finns listade i Catalogue of Life.